# Circoscrizione Cagliari-Sassari-Nuoro-Oristano
La circoscrizione Cagliari-Sassari-Nuoro-Oristano era una circoscrizione elettorale italiana per l'elezione dell'Assemblea Costituente, nel 1946 (circoscrizione XXXI), e della Camera dei deputati, dal 1948 al 1993 (circoscrizione XXX).
Inizialmente designata circoscrizione Cagliari-Sassari-Nuoro, comprendeva le province di Cagliari, Sassari e Nuoro; fu ridenominata nel 1974, a seguito dell'istituzione della provincia di Oristano.
Era prevista dalla Tabella A di cui al decreto legislativo luogotenenziale 10 marzo 1946, n. 74, poi ripresa dalla legge 20 gennaio 1948, n. 6 e dal decreto del presidente della Repubblica 30 marzo 1957, n. 361.
Nel 1993 la circoscrizione fu soppressa contestualmente all'istituzione della circoscrizione Sardegna.
Di seguito i risultati di lista e i deputati eletti, ordinati secondo il numero di preferenze ottenute.

## Elezioni politiche 1946
| Liste                                           | Voti    | %     | Seggi |
| ----------------------------------------------- | ------- | ----- | ----- |
| Democrazia Cristiana                            | 216.958 | 41,14 | 6     |
| Partito Sardo d'Azione                          | 78.554  | 14,89 | 2     |
| Partito Comunista Italiano                      | 66.100  | 12,53 | 1     |
| Fronte dell'Uomo Qualunque                      | 65.142  | 12,35 | 1     |
| Partito Socialista Italiano di Unità Proletaria | 46.633  | 8,84  | 1     |
| Unione Democratica Nazionale                    | 33.353  | 6,32  | -     |
| Lega Sarda                                      | 10.499  | 1,99  | -     |
| Movimento Unionista Italiano                    | 10.164  | 1,93  | -     |
| Totale                                          | 527.403 |       | 11    |

| Democrazia Cristiana                                                                                              | Partito Sardo d'Azione          | Partito Comunista Italiano     | Fronte dell'Uomo Qualunque | Partito Socialista Italiano di Unità Proletaria |
| --- | ------------------------------- | ------------------------------ | -------------------------- | ----------------------------------------------- |
| - Antonio Segni - Gesumino Mastino - Salvatore Mannironi - Francesco Chieffi - Francesco Murgia - Battista Falchi | - Emilio Lussu - Pietro Mastino | - → Velio Spano - Renzo Laconi | - Giuseppe Abozzi          | - Angelo Corsi                                  |

1. ↑  Dimissionario il 27 giugno 1947; sostituito da Enrico Carboni il 28 giugno
2. ↑  Opta per il collegio unico nazionale

## Elezioni politiche 1948
| Liste                                              | Voti    | %     | Seggi |
| -------------------------------------------------- | ------- | ----- | ----- |
| Democrazia Cristiana                               | 309.153 | 51,20 | 9     |
| Fronte Democratico Popolare                        | 122.527 | 20,29 | 3     |
| Partito Sardo d'Azione                             | 61.928  | 10,26 | 1     |
| Blocco Nazionale                                   | 52.324  | 8,66  | 1     |
| Unità Socialista                                   | 22.401  | 3,71  | -     |
| Movimento Sociale Italiano                         | 16.745  | 2,77  | -     |
| Partito Nazionale Monarchico - Alleanza del Lavoro | 9.872   | 1,63  | -     |
| Partito Repubblicano Italiano                      | 3.803   | 0,63  | -     |
| Partito Democratico Indipendente Pensionati        | 1.965   | 0,33  | -     |
| Lega Sarda                                         | 1.117   | 0,18  | -     |
| Movimento Nazionalista per la Democrazia Sociale   | 1.066   | 0,18  | -     |
| Movimento Cattolico Indipendente                   | 961     | 0,16  | -     |
| Totale                                             | 603.862 |       | 14    |

| Democrazia Cristiana | Fronte Democratico Popolare                         | Partito Sardo d'Azione    | Blocco Nazionale       |
| --- | --------------------------------------------------- | ------------------------- | ---------------------- |
| - Antonio Segni - Francesco Chieffi - Salvatore Cara - Pietro Fadda - Gesumino Mastino - Salvatore Mannironi - Giovanni Scano - Antonio Maxia - Francesco Murgia | - Renzo Laconi - Nadia Gallico Spano - Luigi Polano | - Giovanni Battista Melis | - Francesco Cocco Ortu |

## Elezioni politiche 1953
| Liste                                   | Voti    | %     | Seggi |
| --------------------------------------- | ------- | ----- | ----- |
| Democrazia Cristiana                    | 269.933 | 41,73 | 7     |
| Partito Comunista Italiano              | 137.297 | 21,23 | 4     |
| Partito Nazionale Monarchico            | 65.271  | 10,09 | 1     |
| Partito Socialista Italiano             | 58.552  | 9,05  | 1     |
| Movimento Sociale Italiano              | 53.211  | 8,23  | 1     |
| Partito Sardo d'Azione                  | 24.990  | 3,86  | -     |
| Partito Liberale Italiano               | 17.902  | 2,77  | -     |
| Partito Socialista Democratico Italiano | 14.826  | 2,29  | -     |
| Partito Repubblicano Italiano           | 2.943   | 0,45  | -     |
| Alleanza Democratica Nazionale          | 1.920   | 0,30  | -     |
| Totale                                  | 646.845 |       | 14    |

| Democrazia Cristiana | Partito Comunista Italiano                                            | Partito Nazionale Monarchico | Partito Socialista Italiano | Movimento Sociale Italiano |
| --- | --------------------------------------------------------------------- | ---------------------------- | --------------------------- | -------------------------- |
| - Antonio Segni - Gesumino Mastino - Antonio Maxia - Salvatore Mannironi - Giovanni Battista Pitzalis - Francesco Murgia - Mariano Pintus | - Renzo Laconi - Luigi Polano - Nadia Gallico Spano - Ignazio Pirastu | - Giorgio Bardanzellu        | - Emilio Lussu              | - Enrico Endrich           |

## Elezioni politiche 1958
| Liste                                            | Voti    | %     | Seggi |
| ------------------------------------------------ | ------- | ----- | ----- |
| Democrazia Cristiana                             | 337.492 | 47,07 | 8     |
| Partito Comunista Italiano                       | 141.839 | 19,78 | 3     |
| Partito Socialista Italiano                      | 88.492  | 12,34 | 2     |
| Movimento Sociale Italiano                       | 33.744  | 4,71  | 1     |
| Movimento Comunità                               | 27.799  | 3,88  | -     |
| Partito Monarchico Popolare                      | 24.880  | 3,47  | -     |
| Partito Nazionale Monarchico                     | 21.662  | 3,02  | 1     |
| Partito Liberale Italiano                        | 19.551  | 2,73  | -     |
| Partito Socialista Democratico Italiano          | 14.616  | 2,04  | -     |
| Partito Repubblicano Italiano - Partito Radicale | 3.684   | 0,51  | -     |
| Partito Cattolico di Riscossa Nazionale - CPI    | 3.307   | 0,46  | -     |
| Totale                                           | 717.066 |       | 15    |

| Democrazia Cristiana | Partito Comunista Italiano                      | Partito Socialista Italiano       | Movimento Sociale Italiano | Partito Nazionale Monarchico |
| --- | ----------------------------------------------- | --------------------------------- | -------------------------- | ---------------------------- |
| - Antonio Maxia - Antonio Segni - Salvatore Mannironi - Giovanni Battista Pitzalis - Francesco Cossiga - Mariano Pintus - Lorenzo Isgrò - Maria Giulia Cocco | - Renzo Laconi - Ignazio Pirastu - Luigi Polano | - Emilio Lussu - Mario Berlinguer | - Giovanni Maria Angioy    | - Giorgio Bardanzellu        |

## Elezioni politiche 1963
| Liste                                            | Voti    | %     | Seggi |
| ------------------------------------------------ | ------- | ----- | ----- |
| Democrazia Cristiana                             | 308.754 | 42,54 | 8     |
| Partito Comunista Italiano                       | 163.232 | 22,49 | 4     |
| Partito Socialista Italiano                      | 80.227  | 11,05 | 2     |
| Partito Liberale Italiano                        | 41.993  | 5,79  | 1     |
| Movimento Sociale Italiano                       | 41.978  | 5,78  | 1     |
| Partito Repubblicano Italiano                    | 29.425  | 4,05  | 1     |
| Partito Democratico Italiano di Unità Monarchica | 27.177  | 3,74  | 1     |
| Partito Socialista Democratico Italiano          | 26.661  | 3,67  | -     |
| Partito Autonomo Pensionati d'Italia             | 6.394   | 0,88  | -     |
| Totale                                           | 725.841 |       | 18    |

| Democrazia Cristiana | Partito Comunista Italiano                                         | Partito Socialista Italiano                      | Partito Liberale Italiano |
| --- | ------------------------------------------------------------------ | ------------------------------------------------ | ------------------------- |
| - Salvatore Mannironi - Francesco Cossiga - Giovanni Battista Pitzalis - Lorenzo Isgrò - Mariano Pintus - Pietro Pala - Gaetano Berretta - Maria Giulia Cocco | - Renzo Laconi - Ignazio Pirastu - Luigi Marras - Luigi Berlinguer | - Emilio Lussu - Mario Berlinguer                | - Francesco Cocco Ortu    |
| Movimento Sociale Italiano | Partito Repubblicano Italiano                                      | Partito Democratico Italiano di Unità Monarchica |                           |
| - Giovanni Maria Angioy | - Giovanni Battista Melis                                          | - Raimondo Milia                                 |                           |

## Elezioni politiche 1968
| Liste                                            | Voti    | %     | Seggi |
| ------------------------------------------------ | ------- | ----- | ----- |
| Democrazia Cristiana                             | 324.063 | 42,92 | 8     |
| Partito Comunista Italiano                       | 178.663 | 23,67 | 5     |
| Partito Socialista Unificato                     | 81.062  | 10,74 | 2     |
| Partito Socialista Italiano di Unità Proletaria  | 40.614  | 5,38  | 1     |
| Partito Liberale Italiano                        | 33.386  | 4,42  | 1     |
| Movimento Sociale Italiano                       | 29.872  | 3,96  | 1     |
| Partito Sardo d'Azione                           | 27.228  | 3,61  | -     |
| Partito Democratico Italiano di Unità Monarchica | 25.108  | 3,33  | 1     |
| Partito Repubblicano Italiano                    | 14.960  | 1,98  | -     |
| Totale                                           | 754.956 |       | 19    |

| Democrazia Cristiana | Partito Comunista Italiano                                                        | Partito Socialista Unificato                     | Partito Socialista Italiano di Unità Proletaria |
| --- | --------------------------------------------------------------------------------- | ------------------------------------------------ | ----------------------------------------------- |
| - Francesco Cossiga - Mariano Pintus - Gianuario Carta - Lorenzo Isgrò - Carlo Molè - Giovanni Battista Pitzalis - Maria Giulia Cocco - Neri Marraccini | - Umberto Cardia - Luigi Marras - Luigi Pintor - Ignazio Pirastu - Sergio Morgana | - Giuseppe Tocco - Salvatore Cottoni             | - Carlo Sanna                                   |
| Partito Liberale Italiano | Movimento Sociale Italiano                                                        | Partito Democratico Italiano di Unità Monarchica |                                                 |
| - Francesco Cocco Ortu | - Alfredo Pazzaglia                                                               | - Raimondo Milia                                 |                                                 |

1. ↑  Deceduto in data 05.08.1971; sostituito da Cesare Pirisi in data 24.09.1971

## Elezioni politiche 1972
| Liste                                           | Voti    | %     | Seggi |
| ----------------------------------------------- | ------- | ----- | ----- |
| Democrazia Cristiana                            | 327.901 | 40,90 | 8     |
| Partito Comunista Italiano                      | 202.593 | 25,27 | 5     |
| Movimento Sociale Italiano - Destra Nazionale   | 90.547  | 11,30 | 2     |
| Partito Socialista Italiano                     | 65.289  | 8,14  | 1     |
| Partito Socialista Democratico Italiano         | 30.937  | 3,86  | 1     |
| Partito Liberale Italiano                       | 26.655  | 3,33  | -     |
| Partito Socialista Italiano di Unità Proletaria | 22.626  | 2,82  | -     |
| Partito Repubblicano Italiano                   | 19.993  | 2,49  | -     |
| Il manifesto                                    | 6.912   | 0,86  | -     |
| Movimento Politico dei Lavoratori               | 5.027   | 0,63  | -     |
| Partito Comunista (Marxista-Leninista) Italiano | 3.138   | 0,39  | -     |
| Totale                                          | 801.618 |       | 17    |

| Democrazia Cristiana | Partito Comunista Italiano                                                           | Movimento Sociale Italiano - Destra Nazionale | Partito Socialista Italiano | Partito Socialista Democratico Italiano |
| --- | ------------------------------------------------------------------------------------ | --------------------------------------------- | --------------------------- | --------------------------------------- |
| - Francesco Cossiga - Gianuario Carta - Giuseppe Pisanu - Angelo Becciu - Pietro Riccio - Lorenzo Isgrò - Carlo Molè - Maria Giulia Cocco | - Umberto Cardia - Giovanni Berlinguer - Luigi Marras - Mario Pani - Michele Columbu | - Enrico Endrich - Alfredo Pazzaglia          | - Giuseppe Tocco            | - Salvatore Cottoni                     |

## Elezioni politiche 1976
| Liste                                         | Voti    | %     | Seggi |
| --------------------------------------------- | ------- | ----- | ----- |
| Democrazia Cristiana                          | 370.682 | 39,85 | 7     |
| Partito Comunista Italiano                    | 330.585 | 35,54 | 7     |
| Partito Socialista Italiano                   | 86.529  | 9,30  | 1     |
| Movimento Sociale Italiano - Destra Nazionale | 67.130  | 7,22  | 1     |
| Partito Socialista Democratico Italiano       | 23.959  | 2,58  | -     |
| Partito Repubblicano Italiano                 | 18.573  | 2,00  | -     |
| Democrazia Proletaria                         | 14.584  | 1,57  | -     |
| Partito Liberale Italiano                     | 10.294  | 1,11  | -     |
| Partito Radicale                              | 7.792   | 0,84  | -     |
| Totale                                        | 930.128 |       | 16    |

| Democrazia Cristiana | Partito Comunista Italiano                                                                                                  | Partito Socialista Italiano | Movimento Sociale Italiano - Destra Nazionale |
| --- | --- | --------------------------- | --------------------------------------------- |
| - Francesco Cossiga - Mariotto Segni - Giovanni Del Rio - Giuseppe Pisanu - Gianuario Carta - Raffaele Garzia - Carlo Molè | - Umberto Cardia - Giovanni Berlinguer - Salvatore Mannuzzu - Maria Cocco - Giorgio Macciotta - Mario Pani - Gaetano Angius | - Giuseppe Tocco            | - Alfredo Pazzaglia                           |

## Elezioni politiche 1979
| Liste                                         | Voti    | %     | Seggi |
| --------------------------------------------- | ------- | ----- | ----- |
| Democrazia Cristiana                          | 352.669 | 38,11 | 7     |
| Partito Comunista Italiano                    | 293.536 | 31,72 | 6     |
| Partito Socialista Italiano                   | 82.421  | 8,91  | 2     |
| Movimento Sociale Italiano - Destra Nazionale | 57.861  | 6,25  | 1     |
| Partito Radicale                              | 31.928  | 3,45  | 1     |
| Partito Socialista Democratico Italiano       | 30.201  | 3,26  | -     |
| Partito Repubblicano Italiano                 | 17.700  | 1,91  | -     |
| Partito Sardo d'Azione                        | 17.673  | 1,91  | -     |
| Partito di Unità Proletaria                   | 12.228  | 1,32  | -     |
| Partito Liberale Italiano                     | 12.088  | 1,31  | -     |
| Nuova Sinistra Unita                          | 9.845   | 1,06  | -     |
| Democrazia Nazionale                          | 7.311   | 0,79  | -     |
| Totale                                        | 925.461 |       | 17    |

| Democrazia Cristiana | Partito Comunista Italiano                                                                                  | Partito Socialista Italiano       | Movimento Sociale Italiano - Destra Nazionale | Partito Radicale |
| --- | --- | --------------------------------- | --------------------------------------------- | ---------------- |
| - Francesco Cossiga - Giuseppe Pisanu - Giovanni Del Rio - Mariotto Segni - Felice Contu - Gianuario Carta - Raffaele Garzia | - Giovanni Berlinguer - Maria Cocco - Salvatore Mannuzzu - Francesco Macis - Giorgio Macciotta - Mario Pani | - Giuseppe Tocco - Giovanni Nonne | - Alfredo Pazzaglia                           | - Mauro Mellini  |

## Elezioni politiche 1983
| Liste                                         | Voti    | %     | Seggi |
| --------------------------------------------- | ------- | ----- | ----- |
| Democrazia Cristiana                          | 306.660 | 31,67 | 6     |
| Partito Comunista Italiano                    | 279.127 | 28,83 | 6     |
| Partito Socialista Italiano                   | 98.179  | 10,14 | 2     |
| Partito Sardo d'Azione                        | 91.923  | 9,49  | 1     |
| Movimento Sociale Italiano - Destra Nazionale | 60.670  | 6,27  | 1     |
| Partito Socialista Democratico Italiano       | 37.253  | 3,85  | 1     |
| Partito Repubblicano Italiano                 | 29.505  | 3,05  | -     |
| Partito Nazionale Pensionati                  | 16.128  | 1,67  | -     |
| Partito Radicale                              | 15.121  | 1,56  | -     |
| Democrazia Proletaria                         | 14.598  | 1,51  | -     |
| Partito Liberale Italiano                     | 14.353  | 1,48  | -     |
| Movimento Ecologista Sardo                    | 4.263   | 0,44  | -     |
| Lista per Trieste                             | 511     | 0,05  | -     |
| Totale                                        | 968.291 |       | 17    |

| Democrazia Cristiana                                                                                | Partito Comunista Italiano                                                                                           | Partito Socialista Italiano             |
| --------------------------------------------------------------------------------------------------- | --- | --------------------------------------- |
| - Mariotto Segni - Felice Contu - Pietro Soddu - Giuseppe Pisanu - Matteo Piredda - Giovanni Carrus | - Giovanni Berlinguer - Mario Birardi - Salvatore Mannuzzu - Giorgio Macciotta - Salvatore Cherchi - Francesco Macis | - Giovanni Nonne - Alberto Manchinu     |
| Partito Sardo d'Azione                                                                              | Movimento Sociale Italiano - Destra Nazionale                                                                        | Partito Socialista Democratico Italiano |
| - Mario Melis                                                                                       | - Alfredo Pazzaglia                                                                                                  | - Alessandro Ghinami                    |

## Elezioni politiche 1987
| Liste                                         | Voti      | %     | Seggi |
| --------------------------------------------- | --------- | ----- | ----- |
| Democrazia Cristiana                          | 354.312   | 34,25 | 7     |
| Partito Comunista Italiano                    | 262.170   | 25,34 | 5     |
| Partito Sardo d'Azione                        | 123.678   | 11,96 | 2     |
| Partito Socialista Italiano                   | 118.329   | 11,44 | 2     |
| Movimento Sociale Italiano - Destra Nazionale | 48.551    | 4,69  | 1     |
| Partito Socialista Democratico Italiano       | 32.017    | 3,09  | 1     |
| Partito Radicale                              | 27.091    | 2,62  | -     |
| Partito Repubblicano Italiano                 | 23.505    | 2,27  | -     |
| Democrazia Proletaria                         | 13.148    | 1,27  | -     |
| Verdi d'Italia - Partito Ecologico            | 10.269    | 0,99  | -     |
| Partito Liberale Italiano                     | 9.791     | 0,95  | -     |
| Partidu Indipendentista                       | 6.986     | 0,68  | -     |
| Liga Veneta - Pensionati Uniti                | 3.866     | 0,37  | -     |
| Alleanza Popolare                             | 765       | 0,07  | -     |
| Totale                                        | 1.034.478 |       | 18    |

| Democrazia Cristiana                                                                                               | Partito Comunista Italiano                                                           | Partito Sardo d'Azione                    |
| --- | ------------------------------------------------------------------------------------ | ----------------------------------------- |
| - Giuseppe Pisanu - Felice Contu - Angelo Rojch - Mariotto Segni - Giovanni Carrus - Pietro Soddu - Matteo Piredda | - Gavino Angius - Anna Sanna - Giorgio Macciotta - Salvatore Cherchi - Annalisa Diaz | - Carlo Sanna - Giovanni Battista Columbu |
| Partito Socialista Italiano                                                                                        | Movimento Sociale Italiano - Destra Nazionale                                        | Partito Socialista Democratico Italiano   |
| - Giovanni Nonne - Francesco Rais                                                                                  | - Alfredo Pazzaglia                                                                  | - Alessandro Ghinami                      |

## Elezioni politiche 1992
| Liste                                         | Voti      | %     | Seggi |
| --------------------------------------------- | --------- | ----- | ----- |
| Democrazia Cristiana                          | 349.465   | 33,66 | 7     |
| Partito Socialista Italiano                   | 159.562   | 15,37 | 3     |
| Partito Democratico della Sinistra            | 148.174   | 14,27 | 3     |
| Federalismo                                   | 69.554    | 6,70  | 1     |
| Partito della Rifondazione Comunista          | 69.085    | 6,65  | 1     |
| Partito Repubblicano Italiano                 | 54.370    | 5,24  | 1     |
| Movimento Sociale Italiano - Destra Nazionale | 53.729    | 5,18  | 1     |
| Partito Socialista Democratico Italiano       | 43.413    | 4,18  | 1     |
| Partito Liberale Italiano                     | 29.155    | 2,81  | 1     |
| Federazione dei Verdi                         | 24.340    | 2,34  | -     |
| Partidu Indipendentista                       | 15.059    | 1,45  | -     |
| Lista Marco Pannella                          | 10.341    | 1,00  | -     |
| Sì Referendum                                 | 8.454     | 0,81  | -     |
| Lega Nord                                     | 3.530     | 0,34  | -     |
| Totale                                        | 1.038.231 |       | 19    |

| Democrazia Cristiana                                                                                             | Partito Socialista Italiano                        | Partito Democratico della Sinistra              | Partito Sardo d'Azione    | Partito della Rifondazione Comunista |
| --- | -------------------------------------------------- | ----------------------------------------------- | ------------------------- | ------------------------------------ |
| - Mariotto Segni - Angelo Rojch - Bruno Randazzo - Giovanni Boi - Giuseppe Serra - Pietro Soddu - Matteo Piredda | - Emidio Casula - Giovanni Nonne - Raffaele Farigu | - Anna Sanna - Gavino Angius - Antonio Prevosto | - Giancarlo Acciaro       | - Giovanni Sarritzu                  |
| Partito Repubblicano Italiano                                                                                    | Movimento Sociale Italiano - Destra Nazionale      | Partito Socialista Democratico Italiano         | Partito Liberale Italiano |                                      |
| - Benito Orgiana                                                                                                 | - Gian Franco Anedda                               | - Giorgio Carta                                 | - Vittorio Sgarbi         |                                      |